# クリスマスツリー

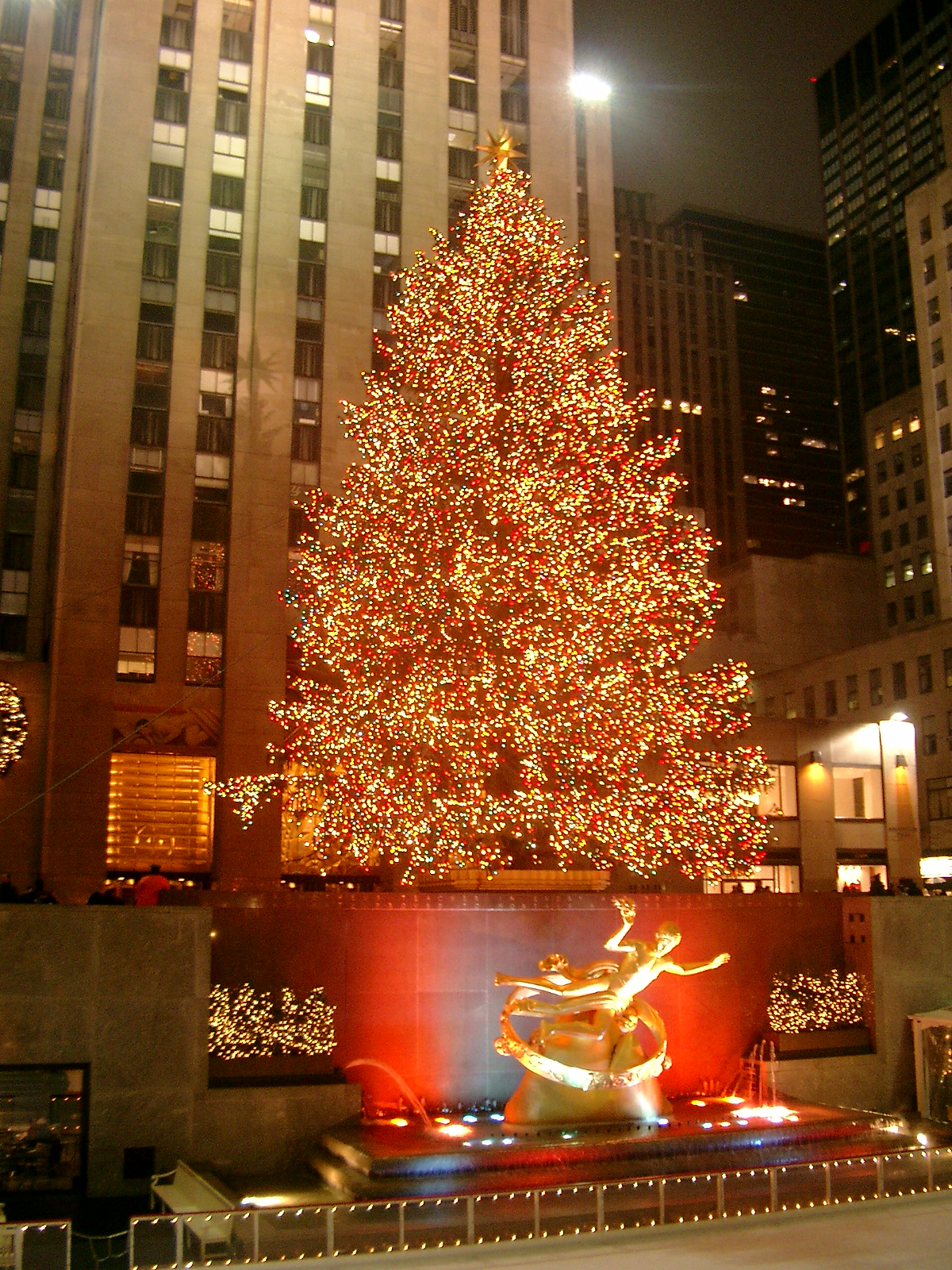
ニューヨーク・ロックフェラー・センターのクリスマスツリー

クリスマスツリー（英語: Christmas tree）は、クリスマスのために飾り付けられた木である。「知恵の樹」の象徴とされる。俗称として聖樹（せいじゅ）とも呼ばれる。

## 構成

### ツリー本体
クリスマスツリーの用材には、常緑の針葉樹のおもに幼木が用いられる。アメリカでは、年間数千万本もの生木のツリーが流通しており、最も生産本数が多いオレゴン州だけでも700万本を超える。これら商業目的で生産されるツリーのほとんどは、規模が大きいため森林ではなく農地で生産されている（アメリカのツリー生産の統計は、農業センサスで集計されている）。この点で環境破壊と指摘されることは少ないが、クリスマス後に一度に大量に発生するツリーのゴミの方が環境問題視されることがある。このためニューヨーク州を始めとした都市部や住宅地では、2000年代以降、リユース（鉢植え使用後に農場へ戻す）やマテリアルリサイクルを行う取り組みが見られる。
クリスマス・キャロルの『もみの木』からもうかがわれるとおり、ヨーロッパでは、伝統的にヨーロッパモミが使われてきた。現代では、入手が容易であることから広く使われるようになったドイツトウヒや、コーカサスモミ、ノーブルモミなども用いられる。
北米では、バルサムモミ、フラセリーモミ、グランディスモミ、ヨーロッパアカマツ、カナダトウヒ、コロラドトウヒ、アメリカトガサワラなどを用いることが多い。
日本では、モミが主に使用され、他にトドマツや、オウシュウトウヒと同属のエゾマツなども使われる（トドマツやエゾマツは特に産地である北海道で使われる）。
常緑樹が使われるのは、冬の間も緑を保つため、強い生命力の象徴とされたためである。また、『クリスマスの起源』（O.クルマン著）によれば、中世の聖夜の降誕祭の序幕において行われた、アダムとエヴァの堕罪の舞台劇で使われる「知恵の樹（善悪の知識の樹）」として、冬に葉が落ちてしまうリンゴの木の代用に、常緑樹のモミの木が禁断の木の実を飾るために使用されたのが由来ともされる。
プラスチック製のクリスマスツリーも存在しており、常緑樹に似せられた緑色のもの（グリーンツリー）が一般的である。また、ホワイトクリスマスを連想させる白いプラスチックで作られたもの（ホワイトツリー）もある。選ぶ手間を省くため、オーナメントもツリーとセットにして一緒に販売されていることが多い。

### オーナメント

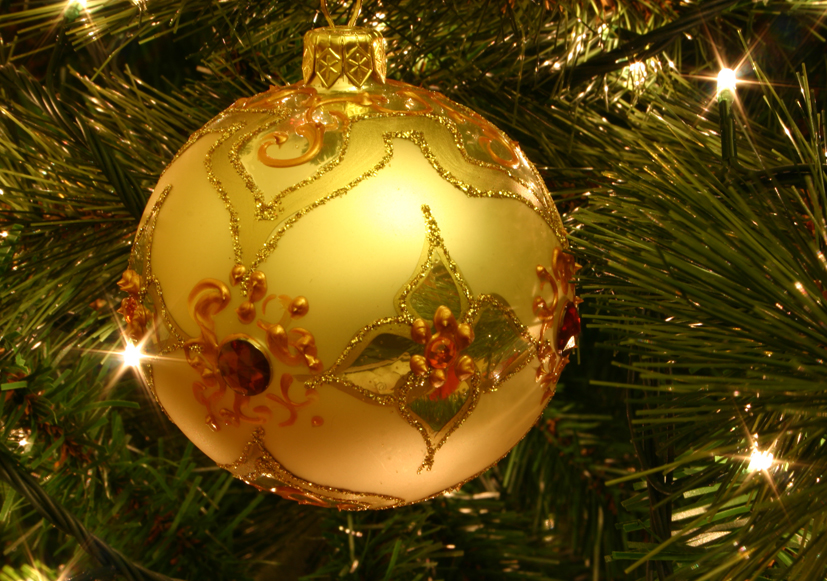
オーナメントボール

ツリートップ（星、天使）
ツリーの先端には、キリストの降誕を知らせたベツレヘムの星にちなみ、多くは星が飾られるが、イギリスなどではクリスマス・エンジェルという天使が飾られる。
リンゴ
アダムとイヴが食べた知恵の樹の実を象徴したもの。現代ではオーナメントボールと呼ばれる飾り（金属光沢のあるメッキボールやガラス製のグラスボールやミラーボール）になっていることが多い。
キャンディケイン
杖の形をした飴。
ろうそく・電飾
現代ではろうそくの代わりにLED照明で電飾が飾られる。以前使われていた豆電球の配線は、以前は直列に配線されたものが多く、1つ切れると全部が滅灯してしまうため、探す手間がかかるものが多かったが、近年は並列に配線されているものが一般的になった。2010年代からは、省電力で長寿命である発光ダイオードの特性を活かしたLED照明を用いている。また、点滅するもの、さらには音楽にあわせて点滅するものもある。電飾の色彩も、かつては赤青黄緑といった複数色を配置した非常にカラフルなタイプが主流であったが、クリスマスを楽しむ世代が20代カップルにまで広がるにつれ（他、電球からLEDに使用部品がシフトしていくのに合わせる様に）、青一色など単色の電飾タイプが市場の大勢を占めていく変化を見せた。近年では、再び複数色電飾タイプ（ただし、こちらもLED使用）が勢力を盛り返してきている。1990年代中期より、光ファイバーを電飾部品に用いたタイプ（光源にモーター稼動する彩色フィルター回転盤を組み合わせることにより、時間経過で一斉に色が変化）も登場し、こちらも定着している。
ろうそくがツリーに飾られた最も古い記録は1660年。ツリーに吊るされたろうそくは眺めるにはとても美しい飾りであったが、火をつけるため危険だった。多くの家族が、子供が初めてツリーを見るクリスマスイブにだけ、ろうそくに火を灯していた。
ティンセル
もともとは銀で作られた房飾り
モール、ガーランド、リボン、ベル
モールやガーランドなど金属光沢のある飾りをツリーに直接かけて飾る。また、リボンやベルなどを糸で吊り下げて飾る。
菓子類
箱入りのポップコーン、クッキー、ビスケット、ドーナツなど。実物（クリスマスツリー用に販売されるものなど）あるいは実物を模したものを糸で吊り下げて飾る。
綿等
雪を模した綿（スノーブランケット）や雪の結晶の形を模したプラスチック製の装飾（スノーフレーク）など。

## 歴史
クリスマスツリーはキリストとはおよそ無関係である。原型には諸説あるが、その一つは北欧に住んでいた古代ゲルマン民族の「ユール」という冬至の祭で使われていた樫の木である。冬でも葉を枯らさずにいる樫は生命の象徴とされていた。このドイツの民をキリスト教に改宗させる試みがなされたが、樹木信仰が根強かったので、樫を樅（モミ）に変えることでキリスト教化した。樅の木は横から見ると三角形で「三位一体」を表していると教えた。父なる神が頂点で、子と聖霊が底辺の両端に位置する。そして、1419年にドイツのフライブルクで、パン職人の信心会が聖霊救貧院にツリーを飾った。この記録が、クリスマスツリーをクリスマスに飾る行為の最初とされている。1600年代には、ドイツ各地で記録が残されている。ベルリンには1800年頃にツリーが伝わっている。
イギリスへは1840年、ヴィクトリア女王を通じて伝わった。夫のアルバートがドイツ出身であったため、彼のためにクリスマス・ツリーに飾って見せたところから。1860年代に一般にも広まるようになった。
アメリカ合衆国で最初のツリーは、ドイツ移民によって1746年に飾られた。アメリカで導入された当時は、アメリカ建国当初からいたイギリス系清教徒のアメリカ人から、「クリスマスツリーは異教の文化だ」と断じられて、反発されたこともあった。
現在では、キリスト教徒が少ない日本のような国でも、この風習は根付いている。ロシアのヨールカは、日本の門松と同じく新年を祝うものだが、クリスマスの時期から飾られ、クリスマスツリーと何ら変わるところはない。
2021年現在、ギネスブックに登録されている世界最大のクリスマスツリーは、イタリア共和国ウンブリア州のグッビオのもので、街に面した山腹に電飾を使って描かれる、高さは約650メートル、幅は350メートルの大きさのものである。生木や擬木を使ったものではない。

### 日本

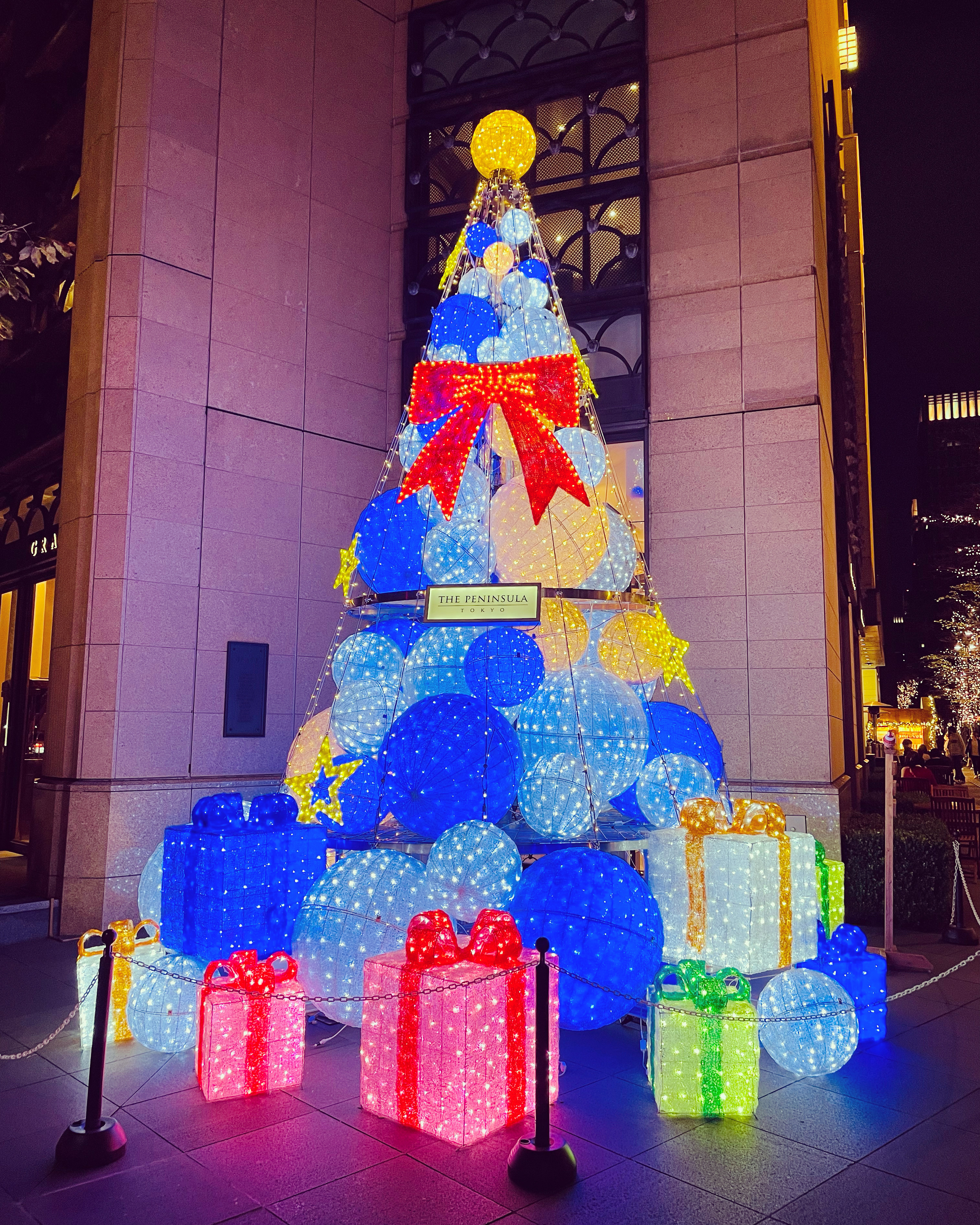
東京・有楽町駅近くのクリスマスツリー型イルミネーション。季節的装飾の例。

日本では1860年、プロイセン王国の使節オイレンブルクが公館に初めて飾った。1874年には原胤昭（はら たねあき）により築地大学（明治学院の前身）で行われたクリスマス・パーティーに、日本初のサンタクロースとともに登場している。1885年に横浜で開業した明治屋が、1900年に東京銀座へ進出すると、銀座のクリスマス飾りは広く行われるようになり、同じころには、神戸でクリスマス用品の生産が始まった。日本のクリスマス行事は、1928年の朝日新聞紙上で、「クリスマスは今や日本の年中行事となり、サンタクロースは立派に日本の子供のものに」と書かれるほど定着していた。太平洋戦争中は影を潜めるが、戦後すぐに復活、1948年12月14日には無所属参議院議員で僧侶の来馬琢道が東京駅など鉄道各駅のクリスマスツリーが、（当時は国営鉄道であったため）宗教活動ではないか、憲法違反だと問題にし、内閣に質問書を提出した。これを受けて同年12月15日、運輸省はツリーの撤去を司令したものの、2日後の12月17日、内閣は季節的装飾であるとの解釈を示した。現代の日本においては季節的な装飾として定着している。
アメリカのロックフェラーセンター・クリスマスツリーは毎年20mを超えるオウシュウトウヒが用いられるが、日本では大型のツリーは必ずしも受け入れられないことがある。
2017年には、神戸市のメリケンパークに生木では世界一という高さ約30メートルのアスナロのクリスマスツリーが設置されたが、設置のあり方や再利用について感情的な意見も含め幅広い議論を呼んだ。

### アメリカ合衆国
アメリカ合衆国では、シアトル市のタコマ空港にホリデーツリー（ポリティカル・コレクトネスによって「クリスマスツリー」とは呼ばない）が飾られていたところ、2006年12月10日に撤去されたことがある。これは、地元ユダヤ教のハシディズム（厳格派）のラビ（律法師）であるイラザー・ボゴミルスキが「ここ（タコマ空港）は公共施設なのだから、メノーラーも飾るべきだ。さもなければ訴訟も辞さない」と主張したからであった。しかし、これがアメリカ合衆国で右派メディアとして知られるFOXニュースで報道されたところ大騒動となった。ボゴミルスキの元には、アメリカ中から抗議や嫌がらせの電子メールが殺到し、ボゴミルスキは「クリスマスツリーを撤去しろだなんて言ってない」と釈明した。そして空港側にクリスマスツリーを元に戻すように頼んで、元に戻ったことで騒動は終結した。

## その他
クリスマスは、1月6日の公現祭（十二夜）に終わり、この前後にツリーは片付けられ、処分しなければならないとされる。公現祭の日に初めて菓子や飾りをとるという慣習から、新年を迎える行事であったと考えられる。
また南半球では12月は夏の季節であるが、その頃に花を咲かせる植物に Christmas Tree の名がつけられているものがある。一つはオーストラリアに生育するオオバヤドリギ科のヌイチア・フロリブンダ（ヌイティシア・フロリブンダとも、Nuytsia floribunda）で、もう一つはニュージーランドで12月頃に美しく赤い花を咲かせるフトモモ科オガサワラフトモモ属のポフツカワ（Metrosideros excelsa）である。
油田・ガス田で使われる生産装置もクリスマスツリーと呼ばれる。またドラッグレースのスタート時に使用される信号塔も「クリスマスツリー」と俗称される（詳細はドラッグレース#クリスマスツリーを参照）。